# Монтоттоне
Монтоттоне (итал. Montottone) —  коммуна в Италии, располагается в регионе Марке, в провинции Фермо.
Население составляет 1030 человек (2008 г.), плотность населения составляет 65 чел./км². Занимает площадь 16 км². Почтовый индекс — 63020. Телефонный код — 0734.
Покровителями коммуны почитаются святые Фабиан, папа Римский, и Севастьян, празднование 5 сентября.

## Демография
Динамика населения:

## Администрация коммуны
- Официальный сайт: http://www.montottone.info/ Архивная копия от 4 марта 2016 на Wayback Machine